# Ангорская кошка
Анго́рская ко́шка, или туре́цкая анго́ра, — порода домашних кошек, которая была создана европейскими и американскими селекционерами на основе группы особей, вывезенных из Зоопарка Анкары (Турция) в середине XX века. На сегодняшний день ангорская кошка признана почти всеми международными фелинологическими организациями, включая FIFe, CFA, TICA, WCF и многими другими. Вместе с тем полудлинношёрстные кошки, привезённые в Европу из древнего византийского города Ангора, были известны в Европе ещё начиная с XVI века. Более того, ангорские кошки были настолько популярны как в Европе, так и в России, что всех белых или светлых окрасов длинношёрстных и полудлинношёрстных кошек называли ангорскими. Средняя продолжительность жизни ангорских кошек 12—15 лет, при хорошем уходе они могут дожить и до 20 лет.

## История породы

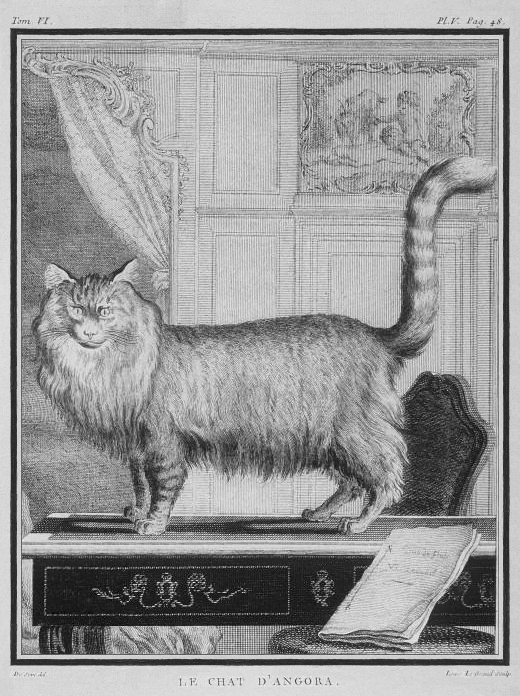
Ангорская кошка, иллюстрация из книги «Естественная история» Жоржа Бюффона

Как все домашние кошки, турецкие ангоры — потомки одомашненной дикой африканской кошки (Felis silvestris lybica) или иначе дикой ближневосточной кошки. Из Восточной Анатолии, расположенной на территории современной Турции, одомашненные, но всё ещё короткошёрстные кошки были привезены в Египет, где произошло дальнейшее одомашнивание кошки. Как было установлено недавними генетическими исследованиями, домашние кошки Восточной Анатолии, в том числе ванская кошка, как и представительницы породы турецкая ангора, напрямую происходят от древнейших одомашненных кошек. В этом же регионе произошла мутация в локусе гена, отвечающего за длину шерсти, и появились первые длинношёрстные кошки. Несмотря на поверхностное внешнее сходство турецкой ангорской кошки с ванской кошкой, эти две породы всё же имеют значительные отличия не только в экстерьере, но и на генном уровне, входя, тем не менее, в средиземноморскую генетическую группу.

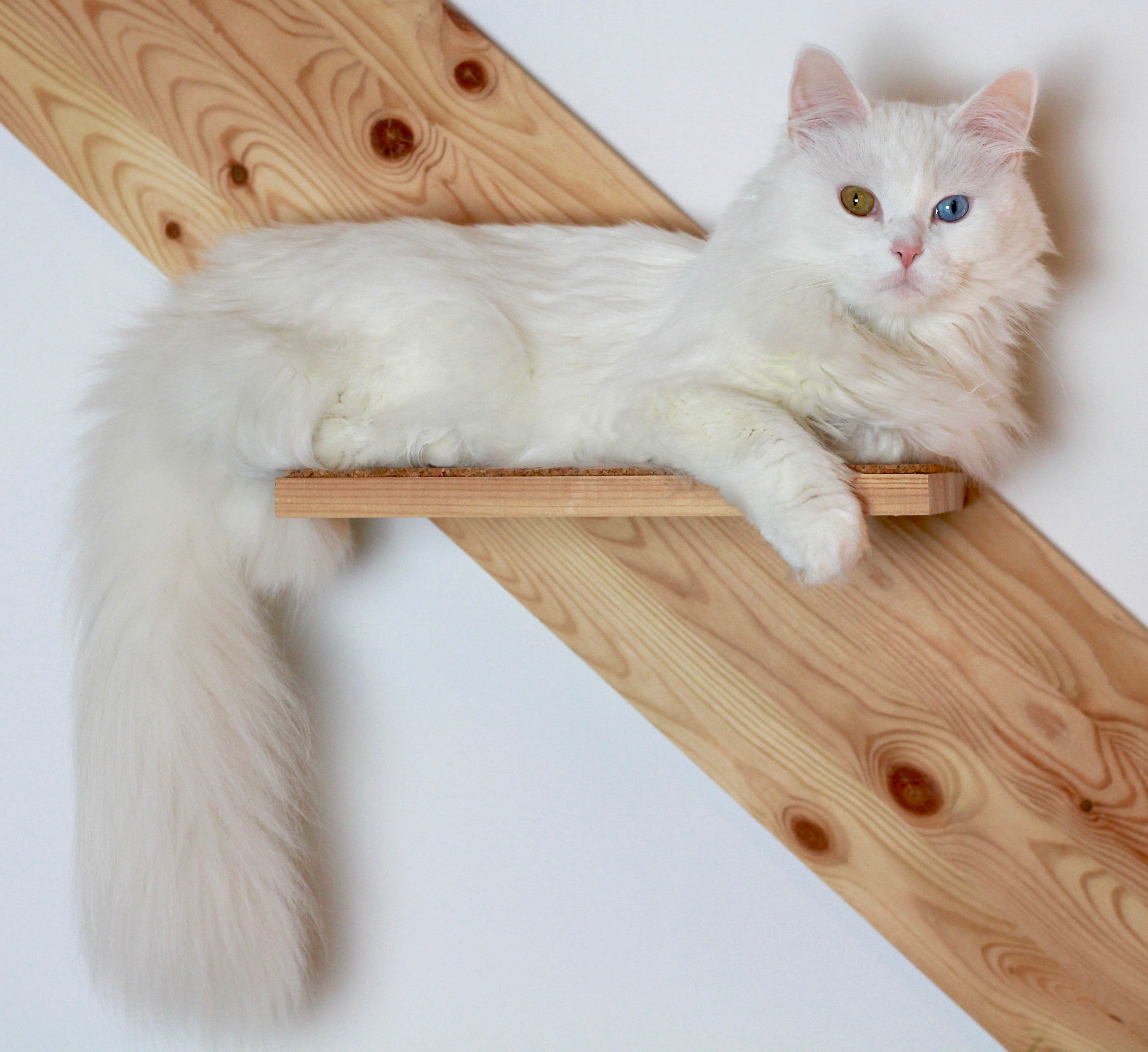
Разноглазая ангорская кошка

Длинношёрстные кошки были завезены в Великобританию и Францию из Византийской Анкиры (современная Анкара), Средней Азии, Персии и России в конце XVI века, хотя есть сведения, что они появились в Европе уже в XIV веке в период Крестовых походов. Турецкая ангора использовалась, находясь на грани исчезновения, для улучшения качества шерсти персидских кошек. Турецкая ангора была признана самостоятельной породой в Европе в начале XVII века.

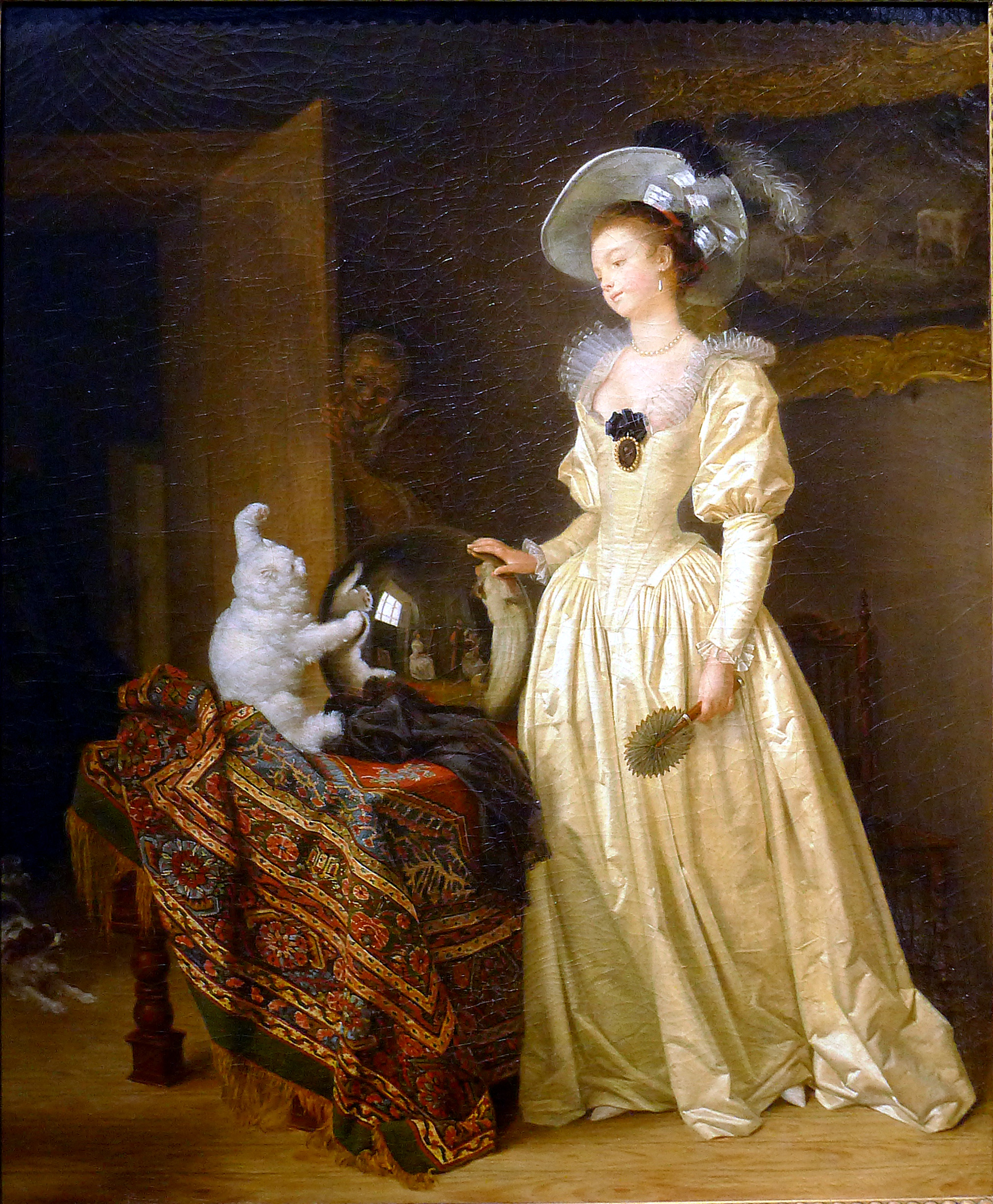
«Ангорская кошка». Маргерит Жерар.

В 1917 году, правительство Турции в сотрудничестве с зоопарком Анкары начало программу разведения, имеющую целью защиту и сохранение национального богатства — полностью белой разноглазой турецкой ангоры. Эта программа действует и по сей день. В зоопарке особенно ценятся полностью белые ангорские кошки с глазами разного цвета, у которых один глаз голубой, а другой — жёлтый.
Турецкие ангоры были официально зарегистрированы в 1973 году CFA. Однако до 1978 года регистрировались только полностью белые ангоры. Сегодня турецкая ангора признана всеми крупными ассоциациями любителей кошек, кроме GCCF, которые Ангорой называют длинношёрстную ориентальную кошку. Полностью белых ангорских кошек становится всё меньше, а популярность приобретают новые окрасы, число которых растёт.

## Внешний вид
Турецкая ангора — элегантная некрупная гибкая кошка с головой средней длины, клиновидной формы. Подбородок сильный, мордочка средней длины, достаточно узкая, плавно очерчена. Профиль с очень лёгким переходом, миндалевидными, слегка косо поставленными глазами, большими открытыми заострёнными высоко и довольно близко друг к другу поставленными ушами, изящной шеей, удлинённым сухим гибким телом, высокими сухими конечностями с небольшими почти овальными лапками, длинным, заостряющимся, опушённым в форме страусиного пера хвостом, сухой, рассыпчатой, тонкой, шелковистой, почти без подшёрстка, длинной шерстью.
Бывают пятнышки. Кошкам чёрного цвета характерен коричневатый оттенок и серый подшёрсток в области живота. Шерсть требует постоянного ухода, много линяют.

## Поведение
Турецкие ангоры — игривые, ласковые и преданные кошки. Кошки этой породы интеллектуальны и очень любознательны, обычно ведут очень активный образ жизни. Они всегда стараются быть в центре внимания, часто внося свой «вклад» в беседу людей. Турецкие ангоры обычно не любят оставаться надолго одни, зато с человеком они могут играть часами. Легко могут научиться открывать двери или включать свет. Очень привязчивы, предпочитают одного хозяина, обожают приносить ему предметы. Имеют своеобразную манеру речи, часто заменяя привычное человеку мяуканье мурлыкающими утробными звуками (пасть при этом закрыта).